# Whenuakite (fleuve)

Le fleuve Whenuakite  (en anglais : Whenuakite River) est un cours d’eau de l’Île du Nord de la  Nouvelle-Zélande.

## Géographie
C’est la plus longue  des rivières de la  Péninsule de Coromandel, dans la région de   Waikato.
Il s’écoule initialement vers le nord à partir de sa source, tout près de la côte sud-est de la péninsule , au nord de la ville de Tairua, avant de tourner vers l’ouest pour atteindre le point le plus au sud de « Whitianga Harbour ».